# Región Metropolitana de Médio Sertão
La Región Metropolitana de Médio Sertão  es una región metropolitana brasileña ubicada en el estado de Alagoas.Está constituida por los municipios de Santana do Ipanema, Dois Riachos, Olivença, Olho d´Água das Flores, Carneiros, Senador Rui Palmeira, Poço Das Trincheiras, maravilha y Ouro Branco. Su ciudad principal es santana do ipanema.
La ganaderia y la agricultura familiar son las principales actividades economícas. La producción de leche compone el 78% de la producción agropecuaria local.
Según el IDEB, los índices de calidad educativa en la región son bajos, con Santana do Ipanema mostrando resultados críticos en comparación con municipios vecinos como Delmiro Gouveia y Pão de Açúcar. Factores como el canganço, coronelismo y pobreza influyeron en la educación. 